# L'Échelle de Darwin
L'Échelle de Darwin (titre original: Darwin's Radio) est un roman de Greg Bear publié en 1999.

## Distinction
Le roman reçoit le prix Nebula du meilleur roman 2000.